# Alania cunninghamii
Alania cunninghamii là một loài thực vật có hoa trong họ Boryaceae. Loài này được Steud. mô tả khoa học đầu tiên năm 1840.